# ダイタク
ダイタクは、吉本興業（東京吉本）所属の一卵性双生児の兄弟からなるお笑いコンビ。両者共に熊本県熊本市出身。M-1グランプリ2024ファイナリスト。

## メンバー
吉本 大（よしもと だい、1984年12月28日 - ）（40歳）
双子の兄。主にボケ担当、立ち位置は左。
- 身長179cm、体重82kg、血液型O型。
- 衣装のネクタイは赤（もしくは黒）。
- 熊本県立第二高校、熊本学園大学卒業。
- 調理師免許を所持。

吉本 拓（よしもと たく、1984年12月28日 - ）（40歳）
双子の弟。主にツッコミ担当。立ち位置は右。
- 身長179cm、体重74kg、血液型O型。
- 衣装のネクタイは黄（もしくは青色・灰色）。
- 熊本県立熊本商業高等学校卒業。
- 高校卒業後は大手スーパーマーケット『ゆめタウン』に就職し、山口県内ショッピングモールの精肉部門へ配属。20歳で主任になってから、赤字続きだった店舗を黒字経営に転換させる手腕を発揮した。

## 来歴
東京NSC14期生。同期にはスパイク、山添寛（相席スタート）、ネルソンズ、かじがや卓哉、カゲヤマ、りんたろー。（EXIT）などがいる。
2019年3月、当時の芸歴10年で卒業するシステムにより、ヨシモト∞ホールを卒業した。その後に若手育成の劇場が神保町よしもと漫才劇場に変わり、NSC東京18期生以上の所属へ変更及びヨシモト∞ホールの芸歴上限なしの若手ランクシステムが復活したため、2021年4月より正式にヨシモト∞ホール所属に復帰、看板芸人である「ムゲンダイレギュラー」として活動中。
M-1グランプリは2024年にラストイヤーで初の決勝進出。漫才ネタの採点結果は900点満点中820点でマユリカと並んで、7位タイに終わった。

## 芸風
- 主に何かのテーマに対して「双子（自分たち）だったらどうなるだろうか」という話でネタが進んでいく。大が仮説や提案を繰り返すことで展開していく（浮気のアリバイ、ドッペルゲンガー）
- 大が自分たちではなく家族について紹介してしまい、それに拓が「言うな」とツッコミを入れていく（親父、兄貴）、ネタ中に片方が黙る（おねしょ、兄弟喧嘩）、また歌ネタ（大丈夫の大音頭）など、双子・家族という決まった設定を活かしながらもネタの形は非常に多岐にわたる。
- ネタは、2人の家族の実話を基に作成している。家族の状況が変化するに伴い定期的にネタの内容も更新されている[注 1]。
- 漫才につかみにおいても双子であるということを前提に、「僕たちの顔を見比べてもらったらどういうコンビかがなんとなく分かるのではないでしょうか」と聞いたあと、「アレルギー性鼻炎なんです」「小学校からの同級生なんです」などと双子とあまり関係ないことを言ってボケるというつかみがある。つかみは他にもいくつかあるが、いずれも双子であることを活かしたものが多い。

## 出囃子
- 『タッチ』（美吉田月のアルバム『Ska Flavor loves アニソン!』より）
- 『ウィニング・ラン! 〜風になりたい〜』（アニメ『爆走兄弟レッツ&ゴー!!』初代オープニングテーマ）

## エピソード

### 両者
- 出生時の時間差は5分。デビュー当時は2人とも身長179 cm、体重62 kg、また靴のサイズも全く同じだったが、2021年9月現在は拓の体重が75 kg、大が80 kg以上と差がある。また、仕事の共演者に見た目で大と拓が判別できると言われた[5]。
- 左目の下に泣きぼくろがある方が拓、受け口な方が大である[6]。また、声は大の方が若干低く、拓の方が高い。
- 2歳年上の兄がいる。
- 初めてネタを披露した際に大がボケ、拓がツッコミを担当したことから、今でも大がボケで拓がツッコミという形のネタが多い。
- 大はセリフを噛むことが多く、拓は稀にネタを飛ばすことがある[7]。
- 2人とも大喜利が得意ではない。大はライブで大喜利が思いつかず、何も書いていない白紙のページを首をかしげながらめくったことがある[7]。
- 2人で話している時は語気が荒くなることが多く、周囲に口喧嘩ばかりしているようにみられるが、双子の感覚としては「普通の会話」をしている。楽屋で周囲からは口喧嘩にしか見えない会話をしながら2人でストレッチをするなど、先輩や後輩を戸惑わせることも多い。初めての営業先では仲が悪いと思われ、気を遣われてしまうため、穏やかな口調で会話するよう心がけている[8]。
- 2人とも酒[9]やギャンブル[10]を愛す。
- 趣味嗜好及び親しい芸人が共通であるため、NSC入学当初から現在に至るまで仕事終わりに飲みに行く際は2人一緒であることが多い。しかし、2人きりで食事や飲みに行くことはできず、「別の誰かが1人いれば問題ない」と双方が語っている。
- 後輩への面倒見がとても良く、2018年頃に一期下のニューヨークの仲が険悪になった際には、間に入り話し合いの場を設けるため、4人で飲みに行った[9]。また、ダンビラムーチョ[11]の2人を特にかわいがっている。
- 岸健之助（ネルソンズ）と非常に仲が良く、取り合うこともしばしば。結局3人で飲みに行くことが多い。山添寛（相席スタート）とも仲が良く、ボートレースを教えた[12]。
- 『M-1グランプリ2020』敗者復活戦後、コンビ名を記載したのぼりをさすけ（滝音）によって大阪に持ち帰られたが、2021年1月1日のヨシモト∞ホールでのライブにて返還される。

### 吉本大
- 大学時代、高級割烹でアルバイトをしており料理長から素質を認められ「持っていて損はない」と調理師免許を取得した。
- 後輩の嶋佐和也（ニューヨーク）からはスポーツ万能、博学、地頭が良い、実は優しい、酒に溺れることはないなどの理由から「男として欠点が見つからない」と言われているが、同コンビの屋敷裕政曰く「ギャンブルが唯一にして最大の欠点」[7]。
- 拓が話そうとしているエピソードトークを黙っていられずに途中から話し始めてしまうことが多い。
- MCを含めたライブ出演の際、全てのお客様にとっての死角が生まれにくいように、他の芸人や自身の立ち位置を常に気遣っている。長年本人からその点への言及はなかったが、「皆にもっと気付いてほしい自分の良さ」の問いに対し「みんなが見易いように死角を作らない動線をつくってる」と発言した[13]。

### 吉本拓
- 兄弟間で相談したことはないが、兄が大学を卒業したら芸人になるつもりだった。就職先で才能を発揮するも「最初から4年で辞めるつもりだった」と話している。
- 山口県に在住中の19歳頃、ボクシングジムへ見学に行った際に素質があるとスカウトされる。ジムの会長に双子だと告げると「お前みたいなやつがもうひとり居るのか」と言われた[14]。
- 兄の大学卒業のタイミングで、卒業後はどうするのかと親から言及され誤魔化しきれなくなった大から「帰ってこい」と連絡を受け、大手スーパーマーケットを退職して上京。その際、退職を報告した上司より「お前はどこに行ってもやっていける。カリスマだからな」と言われ退職し、「カリスマは止められないから」と後に発言する。退職の報告の際、退職理由に「映画の専門学校に行こうと思う」と冗談を言ってみたところ、翌日職場の人たちから無事映画監督になれるようにと応援される。その後、デビュー4か月目に『爆笑レッドシアター』（フジテレビ）に出演した際、会社員時代の上司、同僚、部下などから「どういうことだ、映画監督を目指していたのではなかったのか」と驚かれ、相次いで連絡がきた。

## 出演番組

### テレビ
レギュラー、不定期出演
- ネタパレ（フジテレビ、2017年5月12日・7月28日、2018年9月7日・12月18日他）
- にちようチャップリン（テレビ東京、2017年8月20日・10月8日・11月5日、2018年7月1日、2020年10月31日他）
- 賞金奪い合いネタバトル ソウドリ〜SOUDORI〜（TBS、2021年6月1日・6月29日）-シーズン2劇場看板芸人ネタバトル、シーズン2決勝
- 競輪LIVE!チャリロトよしもと（BSよしもと、2022年7月5日 - 2024年10月18日、火曜日レギュラー）
- 囲碁将棋・ダイタクのこんなん見るやついねえって!～言うな～（BSよしもと、2023年7月 - 2025年2月）
- 囲碁将棋のこんなん見るやついる？いなーい（BSよしもと、2025年7月 -）

テレビドラマ
- 理想の息子 第6話、第7話（日本テレビ、2012年2月18日、25日）
- ストリートワイズ・イン・ワンダーランド〜事件の方が放っておかない探偵〜 （フジテレビ、2018年3月19日 タイムトラベラー編） - 未来から来た宇宙人役で出演

### ラジオ
- ザ・ラジオショー（ニッポン放送、2021年4月15日・2021年11月29日・2022年1月7日・2023年2月28日）

### インターネット
不定期出演
- ニューヨーク恋愛市場（ABEMA）
- チャンスの時間（ABEMA）

単発・ゲスト出演
- Ustream ルミネtheよしもと なう。
- よしログ（GyaO!、2016年4月 - 2023年3月）「よしログ30」水曜レギュラー GYAO!のサービス終了に伴い番組も終了
- 東京カレンダーWEBドラマ「港区おじさん」渋谷スクランブル編（第90〜93話）

## ライブ

### 定期主催ライブ
- ダイタクトークライブ わかってもらえるさ（シアターD、J-POPCAFE、ヨシモト∞ドーム、ヨシモト∞ホールにて不定期開催。2020年以降は毎月開催）
- ダイタク勤務（ヨシモト∞ホール、ヨシモト∞ドーム、2020年7月2日・10月3日他）
- ダイタク-1グランプリ（ヨシモト∞ホール、2021年2月5日・4月27日、2022年2月26・2023年2月13日他）
- ダイタクの即漫倶楽部（よしもと有楽町シアター、2021年5月24日・6月21日他）

### 単独ライブ
- 2013年 - ニセモノ（ヨシモト∞ホール、2013年8月10日）
- 2015年 - 30周年（ヨシモト∞ホール、2015年7月4日）
- 2017年 - 東京大拓物語（道頓堀ZAZAHOUSE、2017年5月27日）
- 2018年 - 親の名は。（ルミネtheよしもと、2018年5月20日）
- 2019年 - D.T.（ルミネtheよしもと、2019年5月25日）
- 2019年 - 名古屋単独ライブ　ダイタクBEST NETA LIVE（伏見JAMMIN'、2019年8月11日）
- 2021年 - ダイタクの60分漫才〜2021 夏〜（ルミネtheよしもと、2021年7月2日）
- 2022年 - ダイタクの60分漫才〜2022 夏〜（ルミネtheよしもと、2022年7月22日)
- 2023年 - ダイタクの60分漫才〜2023 夏〜（ルミネtheよしもと、2023年7月22日)
- 2024年 - ダイタクの60分漫才〜2024 夏〜
  - ルミネtheよしもと、2023年7月20日
  - よしもと祇園花月、2023年8月17日
  - よしもと福岡劇場、2023年8月25日

### ユニットライブ
明るさとチャラさと心強さと。〜Achaco!!〜（インディアンス、EXITとの3組ユニット）
- ヨシモト∞ホール（2018年12月10日、2019年1月17日・3月4日・5月5日・8月26日）
- ルミネtheよしもと（2019年7月27日・9月16日・11月23日・12月24日）
- よしもと幕張イオンモール劇場（2019年10月23日）

### 神保町花月公演
- チャレンジ公演3days『青空、バンザイ!』（宮地班　大のみ、2009年8月4日 - 8月6日）
- チャレンジ公演3days『青空、バンザイ!』（金成班　拓のみ、2009年8月7日 - 8月9日）
- 『インコンプリートボーイズ＃1～下手クソ過ぎる生き方～』（2010年5月14日 - 5月17日）
- 『インコンプリートボーイズ＃2～本日も散々なり～』（2010年6月22日 - 6月27日）
- 『インコンプリートボーイズ＃3～いつかコンプリートする日～』（2010年7月27日 - 8月1日）
- チャレンジ公演『ツーシーム』（2013年10月24日）

## 賞レースでの戦績

### M-1グランプリ
| 年度             | 結果         | エントリー No. | 会場                       | 日付     | 備考                                          |
| ---------------- | ------------ | -------------- | -------------------------- | -------- | --------------------------------------------- |
| 2009年（第9回）  | 2回戦進出    | 358            | ラフォーレミュージアム原宿 | 11月8日  |                                               |
| 2010年（第10回） | 3回戦進出    |                | よしもとプリンスシアター   | 11月13日 |                                               |
| 2015年（第11回） | 準決勝進出   | 941            | EX THEATER ROPPONGI        | 11月19日 | 予選16位、敗者復活戦16位                      |
| 2016年（第12回） | 準々決勝進出 | 1825           | NEW PIER HALL              | 11月6日  |                                               |
| 2017年（第13回） | 準々決勝進出 | 788            | 浅草公会堂                 | 11月3日  |                                               |
| 2018年（第14回） | 準々決勝進出 | 755            | NEW PIER HALL              | 11月6日  |                                               |
| 2019年（第15回） | 準決勝進出   | 1368           | NEW PIER HALL              | 12月4日  | 予選21位、敗者復活戦13位                      |
| 2020年（第16回） | 準決勝進出   | 364            | NEW PIER HALL              | 12月2日  | 敗者復活戦8位                                 |
| 2021年（第17回） | 準決勝進出   | 811            | NEW PIER HALL              | 12月2日  | 敗者復活戦14位                                |
| 2022年（第18回） | 準々決勝進出 | 793            | ルミネtheよしもと          | 11月13日 |                                               |
| 2023年（第19回） | 準決勝進出   | 3851           | NEW PIER HALL              | 12月7日  | 敗者復活戦出場                                |
| 2024年（第20回） | 決勝7位      | 2585           | テレビ朝日                 | 12月22日 | ラストイヤー 決勝キャッチフレーズ「双子無双」 |

### キングオブコント
| 年度   | 結果         | 会場                                | 日時    |
| ------ | ------------ | ----------------------------------- | ------- |
| 2019年 | 準々決勝進出 | きゅりあん小ホール                  | 8月8日  |
| 2020年 | 準々決勝進出 | きゅりあん小ホール                  | 8月15日 |
| 2021年 | 準々決勝進出 | きゅりあん小ホール                  | 8月13日 |
| 2022年 | 準々決勝進出 | なかのZERO 小ホール                 | 8月16日 |
| 2023年 | 2回戦進出    | タワーホール船堀 小ホール           | 8月2日  |
| 2024年 | 準々決勝進出 | 文化総合センター大和田 さくらホール | 8月14日 |

### その他受賞歴
- 2016年 第37回 ABCお笑いグランプリ - 決勝進出
- 2016年 第7回 お笑いハーベスト大賞 - 決勝出場
- 2016年 日清食品カップヌードル発売45周年記念 ゴールドスタープレミアムプラチナグランプリ2016 - 優勝
- 2018年 第39回 ABCお笑いグランプリ - 最終予選進出
- 2020年 ててて!TVゴールデン大金笑漫才スペシャル（山梨放送） - 優勝